# Dödvikt
Dödvikt, förkortat DWT efter det engelska deadweight tonnage, är ett mått på ett fartygs maximala lastförmåga – vikten av last, bränsle, förråd, besättning och passagerare – när det lastats ned till lägsta tillåtna fribord, vilket markeras av plimsollmärket.
Enheten är metriska ton (1 000 kg), ibland icke-metriska ton (short ton eller long ton) med ungefär samma värde.[källa behövs]